# Салгейру (футбольный клуб)
«Салге́йру» (порт. Salgueiro Atlético Clube) — бразильский футбольный клуб из города Салгейру, штат Пернамбуку. Участник Серии D чемпионата Бразилии сезона 2019. «Салгейру» — спортивный клуб, известный также выступлениями команды по мини-футболу.
В 2020 году впервые в своей истории стал чемпионом штата Пернамбуку. Это единственный клуб, не представляющий Ресифи, сумевший стать чемпионом штата.

## История
Клуб «Салгейру» был основан 23 марта 1972 года под названием «Атлетико де Салгейру» (Atlético de Salgueiro). В 2005 году клуб стал профессиональным.
В 2008 году «Салгейру» занял 4-е место в Лиге Пернамбукано, которое позволило команде выступить в Серии C чемпионата Бразилии того же года. Команда сумела дойти до 3-й стадии турнира, и это позволило закрепиться в дивизионе и остаться в Серии С на следующий год. В 2010 году «Салгейру» сумел занять 4-е место и завоевать путёвку в Серию B. Однако закрепиться во втором эшелоне бразильского футбола «Салгейру» не удалось и команда за несколько туров до конца первенства потеряла все шансы на сохранение места в Серии B.
5 августа 2020 года «Салгейру» сумел впервые в своей истории стать чемпионом штата Пернамбуку, обыграв в финале в серии пенальти «Санта-Круз». Таким образом, «Салгейру» стал первым представителем «глубинки» штата (за пределами Ресифи), сумевшим выиграть футбольный чемпионат, разыгрывающийся с 1915 года. Кроме того, «Салгейру» прервал 76-летнюю гегемонию «Спорта», «Санта-Круза» и «Наутико» — после победы «Америки» (Ресифи) в 1944 году чемпионат штата выигрывали только вышеуказанные три клуба.
| Выступления в чемпионатах Бразилии |          |       |
| Год                                | Дивизион | Место |
| 2008                               | Серия C  | 14-е  |
| 2009                               | Серия C  | 10-е  |
| 2010                               | Серия C  | 3-е   |
| 2011                               | Серия B  | 19-е  |
| 2012                               | Серия C  | 17-е  |
| 2013                               | Серия D  | 4-е   |
| 2014                               | Серия C  | 7-е   |
| 2015                               | Серия C  | 14-е  |
| 2016                               | Серия C  | 14-е  |
| 2017                               | Серия C  | 11-е  |
| 2018                               | Серия C  | 19-е  |
| 2019                               | Серия D  | 30-е  |
| 2020                               | Серия D  | 11-е  |

## Достижения
- Чемпион штата Пернамбуку (1): 2020
- Чемпион Второго дивизиона штата Пернамбуку (1): 2007
- Обладатель Кубка штата Пернамбуку (1): 2005